# Re:プレイ
『Re:プレイ』（リプレイ、The I Inside）は、2003年のイギリスのサイコスリラー映画。監督はローランド・ズゾ・リヒター、出演はライアン・フィリップ、サラ・ポーリー、スティーヴン・レイなど。マイケル・クーニーの舞台劇『Point of Death』を原作とし、クーニーが自らの脚色に加わっている。

## ストーリー
病院のベッドで目覚めたサイモン・ケーブル（ライアン・フィリップ）は、担当医師であるニューマン（スティーヴン・レイ）から過去2年間の記憶を失っていると聞かされる。混乱するサイモンの前に妻と名乗る女性が現れるが、サイモンには妻の存在そのものの記憶がなかった。
徐々に記憶を取り戻して来たサイモンは、自分が交通事故に遭ったこと、そしてその際に兄ピーターのもとへ行こうとしていたことを思い出す。しかし、ピーターは既に死んでいた。ショックを受けるサイモンに、妻アナはサイモンがピーターを殺したと告げる。

## キャスト
サイモン・ケーブル
演 - ライアン・フィリップ、吹替 - 小森創介
金持ちの御曹司。
クレア
演 - サラ・ポーリー、吹替 - 岡寛恵
サイモンを見舞う女性。
アナ
演 - パイパー・ペラーボ、吹替 - 坪井木の実
サイモンの妻を名乗る女性。
ピーター・ケーブル
演 - ロバート・ショーン・レナード、吹替 - 宮内敦士
サイモンの兄。
トラヴィット
演 - スティーヴン・ラング、吹替 - 仲野裕
心臓病で入院中の患者。
トルーマン医師
演 - ピーター・イーガン、吹替 - 西村知道
2000年に交通事故でサイモンが入院したときの担当医。
トラヴィス
演 - スティーヴン・グレアム、吹替 - 佐藤淳
救急救命士/看護師。
クレイトン看護師
演 - ラキー・アヨラ、吹替 - 亀井芳子
アフリカ系女性の看護師。
ニューマン医師
演 - スティーヴン・レイ、吹替 - 佐々木勝彦
サイモンの担当医。本来は小児科医。

## 作品の評価
Rotten Tomatoesによれば、7件の評論のうち高評価は43%にあたる3件で、平均点は10点満点中5.25点となっている。